# 洪城地震
洪城地震（ホンソンじしん）は、大韓民国忠清南道西北部で1978年10月7日に起きた地震である。

## 原因
1978年10月7日午後6時21分から（UTC+9）約3分9秒間にわたって震度5強の地震が忠清南道西北部で発生し、洪城郡洪城邑一帯は大きな被害が出た。

## 被害
洪城邑では地震で2840棟あまりの建物に亀裂が生じた。文化財に指定された史跡234号洪州城郭が崩れ、洪城郡庁など12箇所の公共機関の窓ガラス500枚が破損するなど被害は深刻であった。推定被害額は3億ウォン（当時）に達した。